# Bavia valida
Bavia valida es una especie de araña del género Bavia, familia Salticidae. Fue descrita científicamente por Keyserling en 1882.
Se distribuye por Kiribati. La especie se mantiene activa durante los meses de noviembre y diciembre.